# Liste der Kulturgüter in Versoix
Die Liste der Kulturgüter in Versoix enthält alle Objekte in der Gemeinde Versoix im Kanton Genf, die gemäss der Haager Konvention zum Schutz von Kulturgut bei bewaffneten Konflikten, dem Bundesgesetz vom 20. Juni 2014 über den Schutz der Kulturgüter bei bewaffneten Konflikten sowie der Verordnung vom 29. Oktober 2014 über den Schutz der Kulturgüter bei bewaffneten Konflikten unter Schutz stehen.
Objekte der Kategorien A und B sind vollständig in der Liste enthalten, Objekte der Kategorie C fehlen zurzeit (Stand: 13. Oktober 2021).

## Kulturgüter
| Foto |                                                                                      | Objekt | Kat. | Typ | Standort                                                  | Beschreibung                                                        |
| ---- | ------------------------------------------------------------------------------------ | --- | ---- | --- | --------------------------------------------------------- | ------------------------------------------------------------------- |
| ja   | Datei hochladen · Wikidata zu Villa Bartholony (Sans Souci) (Q29479619)              | Villa Bartholony (Sans Souci) KGS-Nr.: 2642 | A    | G   | Route de Lausanne 398 502052 / 125431                     |                                                                     |
| BW   | Datei hochladen · Wikidata zu Versoix–Versoix-Bourg (Q3556184)                       | Versoix-Bourg (littorale Fundstelle der späten Bronzezeit) KGS-Nr.: 9607                                                                           | A    | F   | 502279 / 126322                                           | Teil des UNESCO-Welterbes «Prähistorische Pfahlbauten um die Alpen» |
| ja   | Datei hochladen · Wikidata zu Domaine Port-Choiseul (Q29711831)                      | Domaine Port-Choiseul KGS-Nr.: 2643 | B    | G   | Chemin du Vieux-Port 14–16 502111 / 126928                |                                                                     |
| ja   | Datei hochladen · Wikidata zu Haus Montfleury (Q29711860)                            | Maison Montfleury KGS-Nr.: 2644 | B    | G   | Grand-Montfleury 48 501822 / 127659                       |                                                                     |
| ja   | Datei hochladen · Wikidata zu Fleur d'Eau (Q29711845)                                | Fleur d’Eau KGS-Nr.: 2646 | B    | G   | Route de Suisse 154 502011 / 127311                       |                                                                     |
| BW   | Datei hochladen                                                                      | Archiv und Sammlungen des kantonalen archäologischen Amtes Genf / Archives et collections du service cantonale d’archéologie Genève KGS-Nr.: 10543 | B    | S   | Route de Suisse 10 502235 / 125547                        |                                                                     |
| BW   | Datei hochladen · Wikidata zu Kollektion Argand (Aigues-Bleues, Rathaus) (Q29711801) | Sammlung Argand (Aigues-Bleues, Rathaus) / Collection Argand (Aigues-Bleues, Mairie) KGS-Nr.: 11813                                                | B    | S   | Route de Suisse 16–18 502236 / 125746                     |                                                                     |
| ja   | Datei hochladen · Wikidata zu Grabkapelle (Q29711787)                                | Ecogia-Kapelle / Chapelle d’Ecogia KGS-Nr.: 11830                                                                                                  | B    | G   | Chemin d’Ecogia 500707 / 127378                           |                                                                     |
| ja   | Datei hochladen · Wikidata zu Aigues-Bleues, Rathaus (Q29711770)                     | Aigues-Bleues, Rathaus / Aigues-Bleues, Mairie KGS-Nr.: 11831                                                                                      | B    | G   | Route de Suisse 16–18 502235 / 125740                     |                                                                     |
| ja   | Datei hochladen · Wikidata zu (Q29711818)                                            | Domaine Lullin / Ami-Argand KGS-Nr.: 11832 | B    | G   | Route de Suisse 103a, Chemin Ami-Argand 4 501849 / 126874 |                                                                     |